# Djellwar
Djellwar este o comună din departamentul Aleg, Regiunea Brakna, Mauritania, cu o populație de 2.896 locuitori.